# Arlan's
Arlan's, officieel Arlan's Department Stores Inc., was een Amerikaanse discountketen.

## Geschiedenis
Arlan's werd in 1945 opgericht door William, Herbert en Lester Palestine in New Bedford, Massachusetts.
In 1963 probeerde het management gesprekken te starten met King's uit Newton, Massachusetts, over een fusie. Deze plannen werden in 1966 kortstondig nieuw leven ingeblazen. 
Arlan's opende in 1965 zijn 50e winkel in Cudahy, Wisconsin. Op dit moment had de keten $174 miljoen omzet met haar winkels in 18 staten van Maine tot Colorado. Het bedrijf bezat ook 18 vestigingen van een speelgoedwinkel genaamd Play World. De keten bereikte in 1970 een piek in omvang met 119 winkels, maar tegen die tijd begon het bedrijf zware operationele verliezen te lijden. De verliezen zouden later deels worden toegeschreven aan een expansiestrategie die geografisch te divers was voor de omvang van de keten, wat leidde tot inefficiënte distributie.  In 1971 overwoog Arlan's de mogelijkheid om faillissement aan te vragen, maar men concludeerde dat dit voorbarig zou zijn. Datzelfde jaar verkocht Arlan's 16 winkels aan Target.
In mei 1973, twee jaar na het aftreden van medeoprichter Herbert Palestine, vroeg Arlan's faillissement aan. Tegen die tijd was het aantal winkels in de keten geslonken tot 73. Een ambitieus plan om de verkoop tijdens de kerstperiode van 1973 nieuw leven in te blazen, door ingewijden van het bedrijf 'Mission Impossible' genoemd en uitgevoerd zonder dat de rechtbank hiervan op de hoogte was of deze had goedgekeurd, slaagde er niet in het tij te keren en in januari 1974 sloten nog eens 38 winkels hun deuren. De Securities and Exchange Commission diende met succes een verzoekschrift in bij de rechtbank om het faillissement om te zetten. De keten bleef dramatisch krimpen na het faillissement, de verliezen liepen op en Arlan's liquideerde begin 1975 zijn laatste tien winkels op last van de faillissementsrechtbank. Latere gerechtelijke uitspraken zouden verschillende onethische praktijken van Arlan's juridische vertegenwoordigers documenteren, met betrekking tot de honoraria en een gebrek aan openhartigheid.